# Kinnared, Ulricehamns kommun
Kinnared är en by i Hössna socken i Ulricehamns kommun belägen cirka tio kilometer öster om Ulricehamn vid Götalands näst högsta punkt, Galtåsen. Förutom denna sevärdhet finns Äramossens myrkomplex som ligger sydöst om byn och Getaryggen på vilken en väg slingrar sig fram.
Byn var kyrkbyn i Kinnareds socken som 1554 uppgick i Hössna socken. År 1554 revs byns kyrka.
Kinnared Storegårds soldattorp nr 729 vid Älvsborgs regemente från 1717 är byns äldsta byggnad. Den ägs numera av Arne Anderssons stiftelse för samhället Kinnareds väl.
Kinnared har haft en egen järnvägsstation, Galtåsens station.